# مليسا روزنبرغ
ميليسا روزنبرغ (بالإنجليزية: Melissa Anne Rosenberg)‏هي كاتبة سيناريو أمريكية شاركت في كتابة تعديلات اثنين من سلسلة من الروايات : دكستر المسلسل التلفزيوني وفيلم الشفق. وكتبت جميع سيناريوهات سلسة الشفق : الشفق، الجزء 1، قمر جديد الجزء 2، الجزء الثالث 3 : الخسوف.

## روابط خارجية
- مليسا روزنبرغ على موقع IMDb (الإنجليزية)
- مليسا روزنبرغ على موقع ألو سيني (الفرنسية)
- مليسا روزنبرغ على موقع أول موفي (الإنجليزية)
- مليسا روزنبرغ على موقع قاعدة بيانات الأفلام السويدية (السويدية)
- مليسا روزنبرغ على موقع قاعدة بيانات الفيلم (الإنجليزية)
- مليسا روزنبرغ على موقع كينوبويسك (الروسية)